# Liste der Träger des Verdienstordens des Landes Rheinland-Pfalz/1984
Im Jahr 1984 wurden folgende Personen mit dem Verdienstorden des Landes Rheinland-Pfalz geehrt:
| Ordensträger            | Lebensdaten | Wohnort                      | Wirken |
| ----------------------- | ----------- | ---------------------------- | --- |
| Hildegard Bals          | 1932–2020   | Landau in der Pfalz          | Gründerin der Bürgerinitiative „Brücke nach Polen“                                                               |
| Peter Barth             |             | Neuwied                      | |
| Georg Biundo            | 1892–1988   | Bobenheim-Roxheim            | evangelischer Geistlicher und Historiker                                                                         |
| Karl-Jakob Bollenrath   |             | Mehring                      | |
| Heinrich Boudgoust      | 1919–2003   | Ludwigshafen am Rhein        | |
| Hugo Brand              |             | Hochstätten                  | |
| Gabriele Brauckschulze  |             | Alzey                        | |
| Hedwig Bremer           |             | Nieder-Olm                   | |
| Alexander von Essen     |             | Koblenz                      | |
| Ernst Hermann Fernholz  |             | Hirschberg an der Bergstraße | |
| Erich Franke            |             | Koblenz                      | |
| Ilse Groebe             |             | Worms                        | |
| Lydie Anne-Marie Hengen |             | Bitburg                      | |
| Schwester M. Hermengild |             | Waxweiler                    | bürgerlich Anna Löwenbrück                                                                                       |
| Johanna Ruth Hott       |             | Kaiserslautern               | |
| Hanns Dieter Hüsch      | 1925–2005   | Mainz                        | Kabarettist, Schriftsteller, Kinderbuchautor, Schauspieler, Liedermacher, Synchronsprecher und Rundfunkmoderator |
| Marc Huser              |             | Fontaine-lès-Dijon           | |
| Nikolaus Jonas          | 1902–1992   | Trier                        | Prälat |
| Guido Kratschmer        | * 1953      | Mainz                        | Leichtathlet |
| Ilse Kraus              | 1925–2018   | Speyer                       | Diakonisse |
| Luzie Lenske            |             | Hannover                     | |
| Hans Lingerhand         |             | Ransbach-Baumbach            | |
| Katharina Lischer       |             | Neustadt an der Weinstraße   | |
| Jakob Merk              |             | Fußgönheim                   | |
| M. Camille Pelletret    |             | Dijon                        | |
| Hermann Pitzer          |             | Mainz                        | |
| Annemarie Quandt        |             | Konz                         | |
| Stefan Scherpf          |             | Speyer                       | Politiker (CDU), von 1956 bis 1984 Beigeordneter bzw. Bürgermeister von Speyer                                   |
| Karl Schüler            |             | Zweibrücken                  | Oberlehrer der Justizvollzugsanstalt Zweibrücken                                                                 |
| Julie Schweppenhäuser   | 1937–2019   | Zweibrücken                  | |
| Kurt Georg Serr         |             | Neustadt an der Weinstraße   | |
| Albert Spaniol          |             | Trier                        | |
| Oskar Stübinger         | 1910–1988   | Landau in der Pfalz          | Landwirt, Gutsverwalter und Politiker (CDU)                                                                      |
| Kurt Viertel            |             | Montabaur                    | |